# 盛岡市立本宮小学校
盛岡市立本宮小学校（もりおかしりつ もとみやしょうがっこう）は岩手県盛岡市本宮2丁目にある公立小学校。

## 沿革
- 1874年（明治7年） - 本宮村に学校が作られ、校舎として民家や宮沢寺を使用。
- 1876年（明治9年） - 本宮学校として認可され、正式に開設。
- 1887年（明治20年） - 学制改正により、本宮尋常小学校と改称。
- 1890年（明治23年） - 現在地に校舎建築移転。
- 1906年（明治39年） - 本宮尋常高等小学校と改称。同年、校舎新築。
- 1908年（明治41年） - 義務教育6ヶ年に延長し、本宮尋常小学校と再改称。
- 1912年（明治45年） - 高等科を併置し、本宮尋常高等小学校と再改称。
- 1941年（昭和16年）4月1日 - 国民学校令により、盛岡市立本宮国民学校と改称。
- 1943年（昭和18年） - 旧校歌・校章制定。
- 1944年（昭和19年） - 創立70周年記念式典挙行。
- 1947年（昭和22年）4月1日 - 新学制により、盛岡市立本宮小学校と改称。同時に高等科廃止。
- 1951年（昭和26年） - 校庭拡張。
- 1954年（昭和29年） - 創立80周年記念式典挙行。同時に、新校歌・校章制定。
- 1964年（昭和39年） - 創立90周年記念式典挙行。
- 1965年（昭和40年） - 90周年記念事業として、プールを設置。
- 1969年（昭和44年） - 特殊学級設置。
- 1974年（昭和49年） - 創立100周年記念式典挙行。
- 1977年（昭和52年） - 校舎新改築（校長室・職員室外）。
- 1979年（昭和54年） - 校舎新改築（放送室・保健室外）。
- 1983年（昭和58年） - 屋内運動場新築、落成式挙行。
- 1994年（平成6年） - 創立120周年記念式典と祝賀会挙行。校舎等新改築。
- 1995年（平成7年） - 校舎等新改築落成記念式典と祝賀会挙行。
- 1998年（平成10年） - 中庭整備、プール新改築。
- 2004年（平成16年） - 創立130周年記念式典と祝賀会挙行。
- 2008年（平成20年） - プレハブ校舎増築。
- 2023年（令和5年）9月8日 - 創立150周年記念式（集会）開催。

## 学区
- 本宮（1丁目(4番～6番・12番の一部・13番の一部・14番の一部・15番～19番・20番の一部・21番～33番)、2丁目(1番～46番)、3丁目、4丁目、5丁目(1番・2番の一部・3番・4番・10番～16番)、6丁目、7丁目、字石仏、字上越場、字水門、字大柳、字小箱、字林崎、字大宮、字久保筋、字小幅、字鬼柳、字野古、字松幅、字小坂小瀬、字蛇屋敷、字平藤、字荒屋）
- 西仙北1丁目（31番の一部、32番の一部、33番～37番、39番の一部、40番の一部）
- 向中野3丁目（全域）
- 仙北町（字佐兵衛新田、字追分）
- 下鹿妻（字長持、字辻屋敷、字西田、字前田、字南田、字下通、字北）

## アクセス
- JR・IGR盛岡駅から、岩手県交通バスの以下の系統で「本宮小学校前」バス停下車。
  - 501/502/503/504/505/517/527/528/218/219

## 周辺
- 盛岡市立盛南公園
- 社会福祉法人一誠会よつば保育園 - 進学前保育園のひとつ。
- 岩手県立盛岡商業高等学校
- 岩手県土地改良事業団体連合会
- 周辺ではないが、校区内には岩手めんこいテレビ（本宮5丁目）がある。

## 有名な卒業生
- 小笠原満男（元サッカー選手、元サッカー日本代表）